# 신 해석학
신 해석학(New Hermeneutic)은 텍스트 자체의 언어적 역할을 강조하는 신학적 해석학파이다. 루돌프 불트만은 기존의 해석학이 성경을 단순하게 이해하는 것에 만족하지 않고 현대인의 상황속에서 실존주의를 통하여 출발한다. 그의 제자들이 중심이 되어서 형성된 신 해석학의 핵심은 불트만이 주장하는 언어의 실존적 이해에만 그치지 않고 언어가 개인의 삶의 역사에서 사건화되는 것에 강조를 한다. 이것을 어네스트 푹스는 언어의 사건화라고 한다. 신 해석학을 대변하는 학자로는 어네스트 푹스(Ernst Fuchs), 게하르트 에벨링 (Gerhard Ebeling), 제임스 M. 로빈슨(James M. Robinson)이 있다. 에벨링은 '언어사건'이라는 말 대신에 '말사건'이라는 표현을 한다. 에벨링은 "해설되어야 하고 해설이 필요한 것은 이제 더 이상 본문이 아니다. 이제 우리는 본문의 목적이 그 자체가 해설하고 조명하고 창조하는 것이라고 한다. 본문은 거기에 그 자체만을 위하여 있는 것이 아니라 본문의 기원이며 미래일 말 사건을 위하여 있는 것이라고 한다. 그러므로 언어사건(말 사건)은 계속적으로 일어난다고 한다. 해석자가 텍스트를 주장하는 것이 아니라 계속적으로 텍스트가 해석자를 주장한다는 것이다. 언어가 스스로 해석하도록 하는 것이 신 해석학의 주장이다.

## 같이 보기
- 언어사건
- 어네스트 푹스
- 게하르트 에벨링
- 신학적 해석학
- 실존주의

## 참고 문헌
- 안명준외, 신학적 해석학 상, 하, 이컴비즈넷, 2009
- 한스 인아이헨, 철학적 해석학, 문예출판사, 1998